# Лудбреський-Іванаць
Лудбреський-Іванаць (хорв. Ludbreški Ivanac) — населений пункт у Хорватії, у Копривницько-Крижевецькій жупанії у складі громади Расіня.

## Населення
Населення за даними перепису 2011 року становило 62 осіб.
Динаміка чисельності населення поселення: